# 凯特·安德森-理查森
凯特·安德森-理查森（英語：Kate Anderson-Richardson，1973年11月5日—），澳大利亚女子田径运动员。她曾代表澳大利亚参加1998年英联邦运动会田径比赛，获得女子5000米金牌。她也曾参加1996年和2000年夏季奥运会。